# Lutherse Kerk (Haarlem)
De Lutherse Kerk is een lutherse kerk uit 1615 in de Witte Herenstraat in Haarlem. De kerk ligt tussen het Luthers Hofje en het Frans Loenenhofje. De kerk is op 27 november 1969 ingeschreven als rijksmonument.

## Kerk
De kerk en het hofje zijn gebouwd op de plek van de Sint Antonieboomgaard, onderdeel van het Witte Herenklooster van de norbertijnen dat bij de Reformatie van de 16e eeuw verloren was gegaan. 
De kerk was oorspronkelijk een schuilkerk die niet zichtbaar was vanaf de straat. Dit veranderde in de tweede helft van de 19e eeuw en toen is het kerkgebouw van een historiserende façade voorzien. In de 20e eeuw zijn moderne aanbouwen toegevoegd. Het kerkmeubilair, zoals de preekstoel en de kerkbanken, dateert uit de tweede helft van de 17e eeuw. Het torenuurwerk uit 1892 is van Franse makelij.

## Orgel

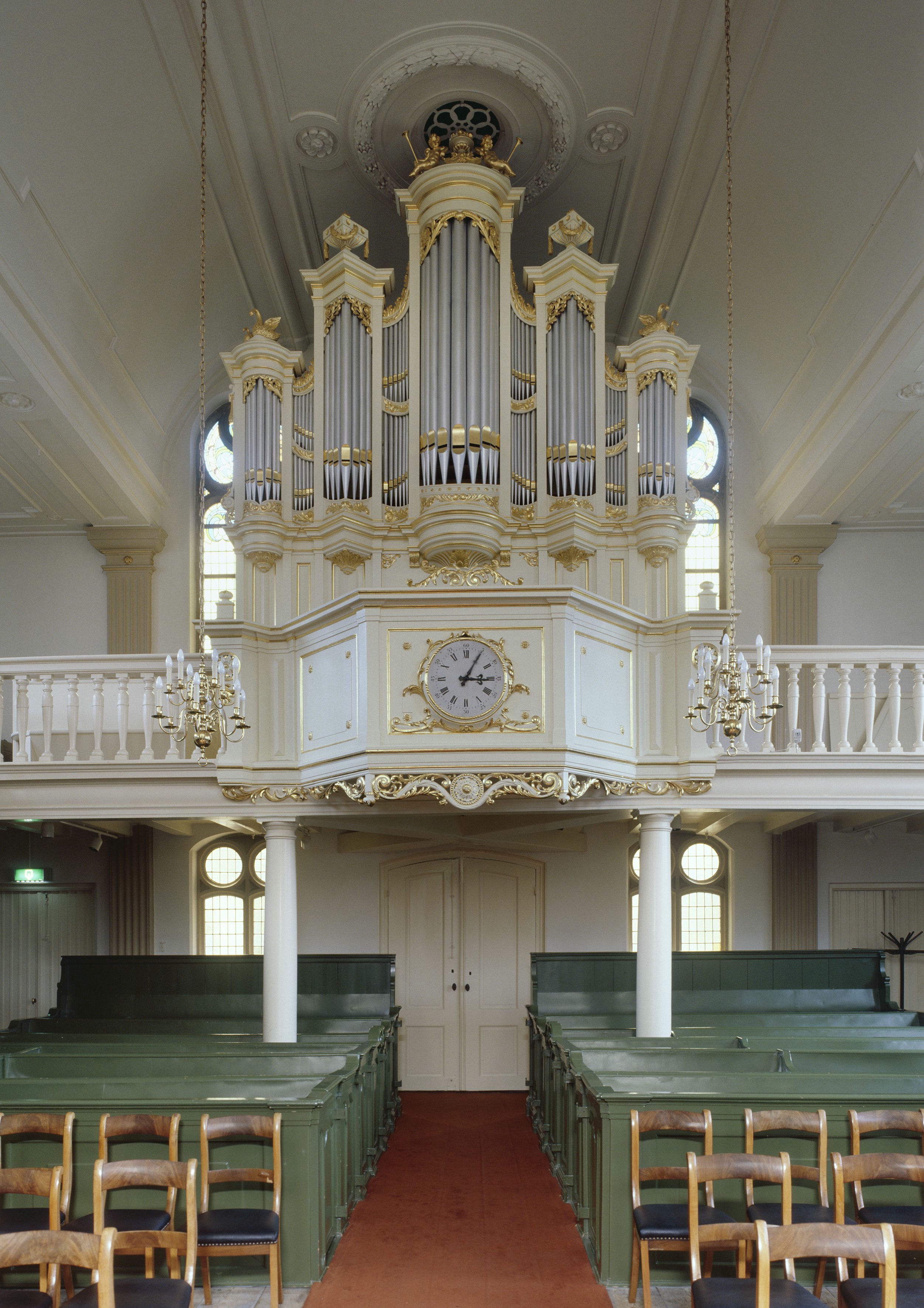
Interieur met 17e-eeuwse kerkbanken en het Strobelorgel

Aanvankelijk had de kerk een orgel uit 1790 van de Utrechtse orgelbouwer Gideon Thomas Bätz, zoon van Johann Bätz. Dit werd in 1882 vervangen door een nieuw instrument van Julius Strobel uit Frankenhausen. In 1948 werd het grondig verbouwd door de Alkmaarder orgelfirma Pels. In 1974 was het orgel door achterstallig onderhoud in zo slechte staat dat het niet meer te bespelen was. Dit bleef zo tot het einde van de 20e eeuw. Orgelmaker Sicco Steendam uit Roodeschool nam op zich het instrument, het enige nog bestaande Strobelorgel in Nederland, te restaureren. Na grondig onderzoek, onder meer van een aantal Strobelorgels in Duitsland, voltooide hij in 2001 de reconstructie en is het orgel weer bruikbaar. De wijzigingen van 1948 zijn ongedaan gemaakt en het tweeklaviers orgel met vrij pedaal beschikt weer over 22 registers volgens de oorspronkelijke dispositie. 
In de Lutherse kerk staat sinds 2007 ook een orgeltje dat omstreeks 1980 is gemaakt door Gebroeders Van Vulpen te Utrecht. Het heeft één klavier, drie registers en een aangehangen pedaal.   